# Elfriede Trautner
Elfriede Trautner, née le 22 juillet 1925 à Auberg et morte en novembre 1989 à Linz, est une graveuse autrichienne.

## Biographie
Elfriede Trautner grandit avec ses grands-parents dans le haut Mühlviertel. Elle s'installe à Linz en 1946 et travaille pendant 35 ans comme secrétaire au Université privée Anton Bruckner (de). Pendant son temps libre, elle dessine à la pointe sèche.
Elle apprend les bases de la gravure à l'École des arts appliqués de Linz avec Rudolf Hoflehner (de) et Paul Ikrath (de), qu'elle perfectionne avec Alfons Ortner (de) à l'Académie internationale d'été des beaux-arts de Salzbourg (de) en 1958, 1959 et 1964. Elle expose à partir de 1962.
L'œuvre de sa vie artistique montre comment, en tant que femme, elle perçoit les structures sociales de Linz dans les années 1960 et 1970. 
Elle retranscrit sa vision critique de la société. Elle revient souvent sur les cauchemars de l'enfance. Les représentations fantastiques, rêveuses et visionnaires sont prédominantes. Ses productions reflètent une influence surréaliste ou Pop Art. 
Le Musée d'art Lentos (de)musée d'art Lentos de Linz lui consacre une rétrospective en 2012.  

## Expositions
- Musée national de Haute-Autriche, Musée du château de Linz, 1972
- Forum Stadtpark, Graz, 1973
- Centre culturel des minorités de Graz,  1981
- Association artistique de Haute-Autriche, Ursulinenhof, Linz, 1981
- Nouvelle Galerie de la Ville de Linz, 1984
- Nordico – Musée de la ville de Linz, 1984

## Prix et distinctions
- Prix de promotion des arts visuels en Haute-Autriche, 1965
- Prix culturel du Land de Haute-Autriche, 1987
- Croix d'honneur autrichienne pour la science et l'art
- Dans la ville de Linz, la rue Trautnerweg porte son nom en 1995[4]